# 峰平朔良
峰平 朔良（みねひら さくら、2001年4月25日 - ）は、日本の女優である。
福島県須賀川市出身。株式会社UNBLINK所属。特技は声楽。趣味は料理、ピアノ、スケボー。

## 略歴
福島県出身。16歳から地元フリーペーパー『福島美少女図鑑』でモデルを開始、その誌面を見た現在の事務所社長にスカウトされ女優業を開始。
事務所の先輩俳優村上穂乃佳の撮影現場に見学に行った際監督の目にとまりその後、未完成映画祭作品「ながと」のヒロインに抜擢された。

## 人物
中学生時代に合唱に出会い3年間東北大会金賞を受賞。その後、高校時代に声楽とピアノを専門に学ぶ。
事務所に所属したばかりの頃は福島からバスで日帰りで通っていた。

## 出演

### 映画
- 手を振る（2019年2月3日） - 主演・芽衣 役
- ながと（2019年2月4日） - ヒロイン・アキ 役
- 蝸牛（2019年、MOOSIC LAB2019） - ショウコ 役
- アカリとマキコ（2020年7月12日） - マキコ 役
- お揃いの孤独（2021年7月10日）- 黒崎涼華 役[4]
- 死刑にいたる病（2022年5月6日、クロックワークス）[5]
- MOON and GOLDFISH（2023年6月24日） - 主演・ヒカリ役[6]
- Polar Night（2023年12月15日） - 主演・真琴 役（河野知美とW主演）[7]
- 架空書影。第1話「書架の物語」・第2話「埋めてくる」（2025年7月26日） - 主演・千住ツムギ / 戌井マリ 役[8]

### CM
- スタイラー株式会社「Facy」（2018年12月15日）
- 野村不動産（2018年11月）
- ぼくらの甲子園！ポケット（2018年）
- マクドナルド「500円バリューセットこんな時間が、ゴチソーだ。夏編」（2019年）
- SoftBank「電気放題」（2020年）
- 信用金庫「しんきん刑事/若年層編」 - 女子大生 役
- カネボウ KATE 3D ヘアライナー
- ダイハツ ミライース（2021年）-ナレーション
- 日本マイクロソフト 「Windows 11 の世界へ」- メイン女子高生役[9]
- マイクポップコーン「「食物繊維たっぷり」（娘）篇、WebCM 「いつも、あなたのそばに。」（2023年10月 - ）[10]

### テレビドラマ
『明日、私は誰かのカノジョ Season2』第１話（2023年5月16日 TBS)-女子高校生役

### ミュージックビデオ
- LOCAL CONNECT 「アンダーグラウンド」（2019年4月20日）
- 銀河団from劇団番町ボーイズ☆「Graduation」（2020年3月10日） - ヒロイン・濱本まどか役
- saji 「シュガーオレンジ」（2020年3月25日） - ヒロイン・サクラ 役
- マカロニえんぴつ「溶けない」（2020年7月23日）[11][12]
- 斉藤壮馬 「パレット」（2020年9月18日）[13]
- The engy 「Funny ghost」（2021年6月16日）主演
- chilldspot 『get high』[14]（ 2022年12月16日）主演
- tonun『Friday Night』[15]（2023年2月15日）ヒロイン

### 雑誌掲載
- 「週刊アスキー」No.1367（2021年12月28日発行）表紙、中ページグラビア
- 「週刊アスキー」No.1368（2022年１月４日発行）表紙、中ページグラビア

### その他出演
- Ego films ショートムービー「悲愴」（2018年9月11日） - 主演
- 日本郵政 東京2020 スペシャルムービー 仲間が教えてくれたこと 第2話・第3話（2019年9月24日） - 主演
- 『ESCAPE LOCKERS』（監督：南百合子／2023年3月31日-広告祭 ADFEST 2023)-主演[16]

## 受賞歴

### 映画
- 第3回未完成映画予告編大賞 審査員特別賞（『ながと』）アキ 役（ヒロイン）[3]
- 第1回TOKYO青春映画祭 最優秀助演賞（『アカリとマキコ』）マキコ 役[17][18][19]